# Richard Temple-Nugent-Brydges-Chandos-Grenville
Richard Plantagenet Temple-Nugent-Brydges-Chandos-Grenville, 2e duc de Buckingham et Chandos, (11 février 1797 - 29 juillet 1861), titré vicomte Cobham de la naissance jusqu'à 1813, comte Temple entre 1813 et 1822 et marquis de Chandos entre 1822 et 1839, est un homme politique britannique conservateur. Il sert comme Lord du sceau privé entre 1841 et 1842.
Deux événements de sa vie sont remarquables, compte tenu de son époque et de la position de duc qu'il occupe dans la société : premièrement, il obtient le divorce à un moment où il était nécessaire d'obtenir une loi du Parlement ; deuxièmement, malgré la grande richesse dans laquelle il est né, il fait faillite avec des dettes de plus d’un million de livres en 1847.

## Biographie
Né à Stowe, dans le Buckinghamshire, le duc de Buckingham et de Chandos est le fils de Richard Temple-Nugent-Brydges-Chandos-Grenville (1er duc de Buckingham et Chandos), comte Temple (créé plus tard duc de Buckingham et Chandos) et de Lady Anne Brydges, le seul enfant survivant de James Brydges (3e duc de Chandos). En plus d'être la duchesse de Buckingham et de Chandos, Lady Anne est de jure Lady Kinloss à part entière. En 1799, Richard Temple-Nugent-Grenville change le nom de famille, déjà triple, en Temple-Nugent-Brydges-Chandos-Grenville par licence royale pour refléter la famille de son épouse.
Le second duc est un petit-fils paternel de George Nugent-Temple-Grenville (1er marquis de Buckingham) et un arrière-petit-fils du premier ministre George Grenville. Il fait ses études au Collège d'Eton et à l'Oriel College, à Oxford.

## Carrière politique
Il siège en tant que député du Buckinghamshire entre 1818 et 1839, lorsqu'il succède à son père au duché et entre à la Chambre des lords. Deux ans plus tard, en septembre 1841, il est admis au Conseil privé et nommé Lord du sceau privé par Robert Peel, poste qu'il occupe jusqu'en février 1842. Il est nommé Chevalier Grand Croix de l'Ordre Royal Hanovrien en 1835, élu membre de la Society of Antiquaries en 1840 et nommé Chevalier de la Jarretière en 1842.

## Vie privée
En 1819, il épouse Lady Mary Campbell, fille de John Campbell (1er marquis de Breadalbane). Ils ont un fils, Richard Temple-Nugent-Brydges-Chandos-Grenville (3e duc de Buckingham et Chandos) et une fille, Lady Anna, mais divorcent en 1850 après que Buckingham ait perdu son héritage. Anna est allée faire campagne pour les droits des femmes. A cette époque, le divorce nécessitait une loi du Parlement.
En 1847, huit ans après avoir succédé à son père comme duc de Buckingham et Chandos, Richard est déclaré en faillite avec des dettes de plus d'un million de livres. Cela occasionne la vente de son domaine Keynsham dans le Somerset en 1841, Avington Park en 1847 et, finalement, la vente aux enchères du contenu du siège principal de la famille à Stowe House en août-septembre 1848, l'un des rares vente de contenus de maison de campagne anglaise du XIXe siècle.
Il meurt en juillet 1861 à l'âge de 64 ans au Great Western Hotel de Paddington à Londres. Son fils unique lui succède. Son ex-femme décède moins d'un an plus tard en juin 1862, à l'âge de 66 ans.